# 더 라스트 오브 어스 파트 II
《더 라스트 오브 어스 파트 II》(The Last of Us Part II)는 너티 독이 개발하고 소니 인터랙티브 엔터테인먼트가 배급한 2020년 플레이스테이션 4용 액션 어드벤처 게임이다. 전작 《더 라스트 오브 어스 (2013)》으로부터 5년이 지난 시점의 종말 후 미국이 무대로, 플레이어는 비극을 겪은 후 복수를 노리는 엘리와 한 집단으로부터 충돌에 휘말린 애비를 주인공으로 플레이한다. 3인칭 카메라 시점을 사용하는 슈팅 게임이며 잠입과 다양한 무기를 활용하게 하는 게임플레이가 특징이다.
게임의 개발은 2014년 《더 라스트 오브 어스 리마스터》의 발매 직후 시작됐다. 전작의 크리에이티브 디렉터였던 네일 드럭먼이 다시 게임 기획을 담당하고 해일리 그로스와 공동으로 시나리오를 집필했다. 주인공 엘리는 애슐리 존스가 연기를 맡고 새 주인공 애비는 로라 배일리가 맡았다. 작곡가 구스타보 산타올랄라가 전작에 이어 다시 음악을 맡았다. 언론보도에 따르면 게임 개발 중에 하루 12시간 근무를 강행하는 크런치가 있었다고 한다.
코로나19 범유행를 포함한 여러 이유로 연기를 거듭하다 2020년 6월 19일에 전세계로 출시됐다. 출시된 주에 주말까지 400만 장 이상의 판매량을 기록했고 2022년 초 기준 1천만 장 이상 판매돼 플레이스테이션 4 독점 게임들 중 최고의 흥행작으로 꼽혔다.

## 개발
《더 라스트 오브 어스 파트 II》에 대한 초기 이야기 구상은 2013년 《더 라스트 오브 어스》의 개발 중에 처음 제안됐다. 너티 독은 《더 라스트 오브 어스: 리마스터드》 출시 직후인 2014년부터 본작 개발을 시작했다. 2017년 8월 무렵, 《언차티드: 잃어버린 유산》가 발매하자 너티 독에 있던 350여 명 직원들 전원이 《파트 II》 개발에 착수했다. 닐 드럭먼이 전작 《더 라스트 오브 어스》와 《언차티드 4: 해적왕과 최후의 보물 (2016)》에 이어 크리에이티브 디렉터 및 각본가를 맡았다. 레벨 디자인, 규칙 등 게임플레이 요소들을 감독하는 게임 디렉터 역할은 앤소니 뉴먼과 커트 마게나우가 공동으로 담당했다. 개발 마무리 단계 몇 달간은 코로나19 범유행로 인해 재택근무로 전환해야 했다. 최종적으로 게임 개발에 참여한 개발사는 14개, 개발인원은 2,169명이었다.
코타쿠의 기자 제이슨 슈레이어가 낸 보도에 따르면 개발 중에 하루 12시간을 근무하는 크런치 일정이 있었다고 한다. 게임 출시 연기 이후에도 이런 개발환경은 지속됐다. 슈레이어는 이를 《언차티드 4》 개발완료 이후 몇몇 숙련된 인력들이 회사를 떠나면서 개발 일정에 차질이 생기면서 생긴 결과라고 추측했다. 일부 개발자들은 이 게임이 흥행에 실패함으로써 이런 근무 환경이 해롭다는 것을 증명해주길 바란다는 의견을 내비쳤다고 한다. 배급사 소니 인터랙티브 엔터테인먼트는 버그 수정 패치를 감안해 너티 독에게 2주의 추가 기간을 부여했다.

## 공개 및 발매
《더 라스트 오브 어스 파트 II》는 2016년 12월 3일 플레이스테이션 익스피리언스에서 처음 발표됐다.

## 평가
| 평가 |        |
| --- | ------ |
| 통합 점수 통합사 점수 메타크리틱 93/100 [ 13 ] [ a ] 평론 점수 평론사 점수 디스트럭토이드 8.5/10 [ 14 ] 게임 인포머 10/10 [ 15 ] 게임 레볼루션 [ 16 ] 게임스팟 8/10 [ 17 ] 게임스레이더+ [ 18 ] IGN 10/10 [ 19 ] 푸시 스퀘어 10/10 [ 20 ] US게이머 [ 21 ] 벤처비트 95/100 [ 22 ] VG247 [ 23 ] |        |
| 통합 점수 |        |
| 통합사 | 점수   |
| 메타크리틱 | 93/100 |
| 평론 점수 |        |
| 평론사 | 점수   |
| 디스트럭토이드 | 8.5/10 |
| 게임 인포머 | 10/10  |
| 게임 레볼루션 | [ 16 ] |
| 게임스팟 | 8/10   |
| 게임스레이더+ | [ 18 ] |
| IGN | 10/10  |
| 푸시 스퀘어 | 10/10  |
| US게이머 | [ 21 ] |
| 벤처비트 | 95/100 |
| VG247 | [ 23 ] |

## 흥행
발매된 주 첫 주말 《더 라스트 오브 어스 파트 II》의 전세계 판매량은 4백만 장 이상으로 플레이스테이션 4 역사상 가장 많이 빨린 독점작이 됐다. 이는 같은 기간에 달성된 《마블 스파이더맨》의 330만 장, 《갓 오브 워》의 310만 장을 돌파한 기록이었다. 2020년에 디지털과 소매판 모두 최대 규모의 출시기록이었다. 2020년 6월, 플레이스테이션 스토어에서 북미와 유럽 지역에서 가장 많이 다운로드된 게임이었다. 2020년 7월 기준으로 다운로드 수가 북미 지역에서 5위, 유럽에서 10위를 기록했다. 2020년 11월 기준으로 북미 지역에서 8위, 유럽에서 7위를 기록했다. 2020년 전체 다운로드 순위는 북미에서 6위, 유럽에서 8위를 기록했다.
미국에서는 《더 라스트 오브 어스 파트 II》가 2020년 6월에 가장 많이 팔린 게임이었으며, 그 해 출시 2주간 판매량 순위는 3위였고 출시 한달 판매량은 그 해 1위였다. 2020년 8월 기준, 《마블 스파이더맨》과 《갓 오브 워》 다음으로 미국에서 매출이 세 번째로 가장 높은 플레이스테이션 게임이 됐다. 2020년 전체 기준으로 미국에서 6번째로 가장 많이 팔린 게임이었으며 플레이스테이션 콘솔 게임 사상 판매순위 3번째, 플레이스테이션 4 게임 사상 판매순위 1위였다.
2022년 6월 기준 전세계 판매량이 1000만 장을 초과했다.

## 참조

### 내용주
1. ↑  Based on 121 scored reviews of 132 total reviews.[13]